# Akimasa Nakamura
| 6255 Kuma             | 5 dicembre 1994   |
| 6800 Saragamine       | 29 ottobre 1994   |
| 6804 Maruseppu        | 16 novembre 1995  |
| 7206 Shiki            | 18 agosto 1996    |
| 7438 Misakatouge      | 12 maggio 1994    |
| 7484 Dogo Onsen       | 30 novembre 1994  |
| 7678 Onoda            | 15 febbraio 1996  |
| 7716 Ube              | 22 febbraio 1996  |
| 7788 Tsukuba          | 5 dicembre 1994   |
| 7905 Juzoitami        | 24 luglio 1997    |
| 8306 Shoko            | 24 febbraio 1995  |
| 8432 Tamakasuga       | 27 dicembre 1997  |
| 8552 Hyoichi          | 20 aprile 1995    |
| 8720 Takamizawa       | 16 novembre 1995  |
| 9076 Shinsaku         | 8 maggio 1994     |
| 9081 Hideakianno      | 3 novembre 1994   |
| 9235 Shimanamikaido   | 9 febbraio 1997   |
| 9658 Imabari          | 28 febbraio 1996  |
| 10163 Onomichi        | 26 gennaio 1995   |
| 10375 Michiokuga      | 21 aprile 1996    |
| 10601 Hiwatashi       | 16 ottobre 1996   |
| 10609 Hirai           | 28 novembre 1996  |
| 10850 Denso           | 26 gennaio 1995   |
| 11115 Kariya          | 21 novembre 1995  |
| 11612 Obu             | 21 dicembre 1995  |
| 12408 Fujioka         | 20 settembre 1995 |
| 12796 Kamenrider      | 16 novembre 1995  |
| 13207 Tamagawa        | 10 aprile 1997    |
| 13221 Nao             | 24 luglio 1997    |
| 13239 Kana            | 21 maggio 1998    |
| 14939 Norikura        | 21 febbraio 1995  |
| 15370 Kanchi          | 15 luglio 1996    |
| 15415 Rika            | 4 febbraio 1998   |
| 15841 Yamaguchi       | 27 luglio 1995    |
| 15868 Akiyoshidai     | 16 luglio 1996    |
| 15921 Kintaikyo       | 1º novembre 1997  |
| 16759 Furuyama        | 10 ottobre 1996   |
| 16807 Terasako        | 12 ottobre 1997   |
| 20151 Utsunomiya      | 5 ottobre 1996    |
| 22402 Goshi           | 3 aprile 1995     |
| 22489 Yanaka          | 7 aprile 1997     |
| 23644 Yamaneko        | 13 gennaio 1997   |
| 24962 Kenjitoba       | 27 ottobre 1997   |
| 24981 Shigekimurakami | 22 maggio 1998    |
| 26937 Makimiyamoto    | 31 marzo 1997     |
| 27003 Katoizumi       | 21 febbraio 1998  |
| 27396 Shuji           | 13 marzo 2000     |
| 29737 Norihiro        | 21 gennaio 1999   |
| 29986 Shunsuke        | 3 dicembre 1999   |
| 31061 Tamao           | 10 ottobre 1996   |
| 31671 Masatoshi       | 13 maggio 1999    |
| 39635 Kusatao         | 27 dicembre 1994  |
| 44711 Carp            | 3 ottobre 1999    |
| 46643 Yanase          | 23 maggio 1995    |
| 46737 Anpanman        | 1º novembre 1997  |
| 47077 Yuji            | 16 dicembre 1998  |
| 47293 Masamitsu       | 16 novembre 1999  |
| 48575 Hawaii          | 4 luglio 1994     |
| 48736 Ehime           | 27 febbraio 1997  |
| 49440 Kenzotange      | 21 dicembre 1998  |
| 52421 Daihoji         | 1º giugno 1994    |
| 52601 Iwayaji         | 29 settembre 1997 |
| 54237 Hiroshimanabe   | 5 maggio 2000     |
| 58466 Santoka         | 23 luglio 1996    |
| 58707 Kyoshi          | 2 febbraio 1998   |
| 65775 Reikotosa       | 18 settembre 1995 |
| 67853 Iwamura         | 22 novembre 2000  |
| 75308 Shoin           | 7 dicembre 1999   |
| 79254 Tsuda           | 23 dicembre 1994  |
| 79333 Yusaku          | 5 ottobre 1996    |
| 80184 Hekigoto        | 10 novembre 1999  |
| 80984 Santomurakami   | 6 marzo 2000      |
| 85308 Atsushimori     | 30 novembre 1994  |
| 91213 Botchan         | 22 dicembre 1998  |
| 91395 Sakanouenokumo  | 5 giugno 1999     |
| 91907 Shiho           | 13 novembre 1999  |
| 92097 Aidai           | 3 dicembre 1999   |
| 94356 Naruto          | 28 agosto 2001    |
| 96254 Hoyo            | 27 febbraio 1995  |
| 97582 Hijikawa        | 6 marzo 2000      |
| 100266 Sadamisaki     | 14 ottobre 1994   |
| 100309 Misuzukaneko   | 20 aprile 1995    |
| 100675 Chuyanakahara  | 4 dicembre 1997   |
| 105675 Kamiukena      | 26 settembre 2000 |
| 107805 Saibi          | 21 marzo 2001     |
| 108720 Kamikuroiwa    | 22 luglio 2001    |
| 110742 Tetuokudo      | 18 ottobre 2001   |
| 110743 Hirobumi       | 18 ottobre 2001   |
| 125473 Keisaku        | 20 novembre 2001  |
| 129561 Chuhachi       | 9 febbraio 1997   |
| 140038 Kurushima      | 18 settembre 2001 |
| 145732 Kanmon         | 21 febbraio 1995  |
| 147971 Nametoko       | 24 novembre 1994  |
| 150129 Besshi         | 8 novembre 1994   |
| 152657 Yukifumi       | 4 dicembre 1997   |
| 158241 Yutonagatomo   | 12 ottobre 2001   |
| 160903 Shiokaze       | 14 ottobre 2001   |
| 162035 Jirotakahashi  | 17 dicembre 1995  |
| 162755 Spacesora      | 28 novembre 2000  |
| 163153 Takuyaonishi   | 12 febbraio 2002  |
| 173936 Yuribo         | 17 novembre 2001  |
| 200234 Kumashiro      | 4 novembre 1999   |
| 217726 Kitabeppu      | 16 novembre 1999  |

Akimasa Nakamura (中村彰正?, Nakamura Akimasa; 1961) è un astronomo giapponese.
Non deve essere confuso coi quasi omonimi astrofili giapponesi Hiroshi Nakamura e Yuji Nakamura.
Il Minor Planet Center gli accredita la scoperta di 111 asteroidi, effettuate tra il 1994 e il 2002.
Collabora colla Variable Star Observers League in Japan, le sue osservazioni sono contrassegnate col codice Nma .
Gli è stato dedicato l'asteroide 10633 Akimasa.